# Satellite (Harry Styles)
Satellite is een nummer van de Britse zanger Harry Styles, opgenomen voor zijn derde studioalbum, Harry's House (2022). Het nummer is geschreven door Styles met producenten Kid Harpoon en Tyler Johnson. Het nummer werd op 3 mei 2023 uitgebracht als de vierde single van het album.

## Videoclip
De video voor "Satellite" werd geregisseerd door Aube Perrie en uitgebracht op 3 mei 2023. De videoclip bevat een stofzuiger genaamd "Stomper" die werkt tijdens het concert van Styles. De video begint met Stomper die naar een film kijkt, verteld door Brian Cox over de eenzaamheid van de Marsrover Curiosity. Nadat hij backstage heeft schoongemaakt, sluipt Stomper het podium op terwijl Styles aan het zingen is en wordt hij uit de show gegooid. Stomper reist vervolgens door talloze plaatsen terwijl hij aan Curiosity denkt. De video eindigt met Stomper en Styles die samen naar de hemel kijken op een veld - terwijl Stomper wordt afgesloten, wordt onthuld dat ze zich voor NASA's Vehicle Assembly Building bevinden.

## Hitnoteringen

### Nederlandse Single Top 100
| Hitnotering: 10-06-2023 t/m 17-06-2023 | Hitnotering: 10-06-2023 t/m 17-06-2023 | Hitnotering: 10-06-2023 t/m 17-06-2023 | Hitnotering: 10-06-2023 t/m 17-06-2023 |
| Week:                                  | 1                                      | 2                                      |                                        |
| -------------------------------------- | -------------------------------------- | -------------------------------------- | -------------------------------------- |
| Positie:                               | 49                                     | 79                                     | uit                                    |